# Commanderie de Dormelles
La commanderie de Dormelles était une commanderie hospitalière d'origine templière située dans le département de la Seine-et-Marne, en région Île-de-France, sur le finage de la commune du même nom Dormelles.

## Histoire

### Fondation
La date de la fondation de la commanderie de Dormelles est inconnue, mais les Templiers s'y sont établis au début du XIIIe siècle.
Le domaine se construit à travers plusieurs dons et acquisitions successifs, dont:
- premier mention d'une présence templière en 1220 lors d'un don d'un chevalier prénommé Gérard, connu par une lettre d'amortissement d'Odeline de Limeni ;
- achat en 1260 de censives à Simon d'Evry et Gille des Paillards, écuyer ;
- achat en 1263 aux chanoines de Sens des dîmes de Dormelles, Ville-Saint-Jacques et Varennes ;
- achat en 1266 à Ancel, seigneur de Dormelles, de terres arables ;
- achat en 1269 d'une grange avec des terres à Montyarlot, au lieu-dit le Cuchet ;
- achats à la fin du XIIIe siècle de la terre et de la seigneurie de Ville-Saint-Jacques auprès de Jean de Digny, chevalier, et de sa femme Isabelle, de Philippe de Saint-Jean et de Guillaume de Voys, official de Rheims, par différents actes des années 1284, 1287 et 1293 ;
- don de Renaud de la Grange et de se femme Émeline du fief dit de la Grange dans la paroisse de Villacerf ;
- don de Jean de Grateriau de la terre et de la seigneurie de Grateriau, mais ils n'en jouirent que quelques années, car elle n'avait pas été amortie par le seigneur du fief dans lequel elle se trouvait...

### Reprise par les Hospitaliers
Après la suppression de l'ordre du Temple lors du concile du concile de Vienne de 1312, la commanderie, comment l'ensemble de biens templiers, est transférée à l'ordre de Saint-Jean de Jérusalem et est réunie par la suite avec celle de Beauvais-en-Gâtinais, dont elle devient un membre.

### Déclin et vente
La commanderie est ruinée pendant les guerres du XVe siècle mais est relevée par les Hospitaliers. Puis au cours du XVIIe siècle, elles est abandonnée et inhabitable et seule demeure encore la chapelle, toujours en service.
Puis enfin, elle est vendue à Messire Lefebvre de Caumartin, conseiller d'état et intendant des finances, le 16 avril 1695 contre une rente annuelle de mille livres.